# Dorcadion kharpuensis
Dorcadion kharpuensis là một loài bọ cánh cứng trong họ Cerambycidae.